# ويليام غاردينر
ويليام غاردينر (14 يوليو 1864 في نيوزيلندا - 27 يناير 1924) (بالإنجليزية: William Gardiner)‏ هو لاعب كريكت نيوزلندي.

## وصلات خارجية
- ويليام غاردينر على موقع إي آس بي آن كريك إنفو (الإنجليزية)